# August Wilhelm Schlegel
August Wilhelm (később: von) Schlegel (Hannover, 1767. szeptember 8. – Bonn, 1845. május 12.) német költő, műfordító, műkritikus, a német romantika egyik úttörője.

## Élete és munkássága
Schlegel Hannoverben született, ahol apja, Johann Adolf Schlegel, lutheránus lelkészként dolgozott. Középiskolai tanulmányait Hannoverben folytatta, majd a Göttingeni Egyetem hallgatója lett. Öccsével Karl Wilhelm Friedrich Schlegellel, a német romantika egyik vezető filozófusával, megalapította az Athenaeum című folyóiratot (1798-1800). Miután néhány évet Amszterdamban egy bankár családjánál magántanítóskodott, Jénába költözött, ahol 1796-ban feleségül vette Karoline Schellinget, egy Böhmer nevű helyi orvos özvegyét, majd 1798-ban professzori kinevezést kapott. Itt kezdte el a Shakespeare-művek fordítását, melyek végső befejezését, Ludwig Tieck közreműködésével, Tieck lánya Dorothea és Wolf Heinrich Friedrich Karl Graf von Baudissin végezték el. Az elkészült művet máig a legszínvonalasabb német nyelvű műfordítások között tartják számon. Jénában Schlegel közreműködött Schiller Horen és Musenalmanach című folyóirataiban, valamint öccsével Friedrich-kel vezette az Athenaeum irodalmi folyóiratot, a romantikus iskola orgánumát. Jénában emellett megjelentet egy verseskötetet, és igen keserű levelezést folytat August von Kotzebueval.
Ez idő tájt a testvérek figyelemreméltóak elképzeléseik energikusságától és frissességétől, és tiszteletet parancsolóak az új romantikus kritika hangadóiként. 1801-ben kötet jelentettek meg összegyűjtött esszéikkel Charakteristiken und Kritiken címmel. 1802-ben Schlegel Berlinbe utazott, ahol művészet és irodalom témákban tartott előadásokat, a következő évben pedig megjelentette az Ion című tragédiát, mely Euripidész stílusában íródott, és amely alkalmat adott a drámaköltészet alapelveit érintő vita elindítására. Ezt követte Spanisches Theater (2 kötet, 1803–1809), mely nagyszerű fordítása öt Calderon színdarabnak, majd pedig a Blumensträusse italienischer, spanischer und portugiesischer Poesie (1804), amely spanyol, portugál és olasz költők verseinek fordítása.
1807-ben sokak figyelmét magával ragadta Franciaországban a Comparaison entre la Phèdre de Racine et celle d'Euripide című franciául íródott esszéjével, melyben a romantikus iskola álláspontjából támadást intéz a francia klasszicizmus ellen. A drámai művészetről s irodalomról szóló előadásait (Über dramatische Kunst und Literatur, 1809-1811), melyeket a legtöbb európai nyelvre lefordítottak, 1808-ban Bécsben tartotta. Mindeközben, Karoline-nal 1804-ben történt válásukat követően, Franciaországban, Németországban, Olaszországban és más országokban tett utazásokat Madame de Staël társaságában, aki számos olyan ötletet kölcsönzött Schlegeltől, melyet később a De l'Allemagne című munkájában láthatunk viszont.
1813-ban svéd királyi titkárként tevékenykedett. 1818-ban a Bonni Egyetem irodalom professzorává nevezték ki. Élete hátralevő részében amellett, hogy művészeti és irodalmi témájú előadásokat tartott, főként az orientalisztika tanulmányozásával foglalatoskodott. 1828-ban két kritikai írásokat tartalmazó kötetet jelentetett meg Kritische Schriften címmel. 1823-1830 között az Indische Bibliothek című folyóiratot szerkesztette, 1823-ban latinra fordította a Bhagavad-gitát, 1829-ben pedig a Ramayanat. E munkák úttörői voltak Németországban a szanszkrit nyelv tanulmányozásának.
Madame de Staël halála után 1818-ban Schlegel feleségül vette a Heidelbergi Egyetem egyik professzorának, Heinrich Eberhard Gottlob Paulusnak a lányát. Ez a frigy azonban 1821-ben felbomlott.
1845-ben Bonnban érte a halál.

## Megítélése
Költőként Schlegel jelentősége nem kiemelkedő, azonban mint műfordítót máig a legkiválóbbak között tartják számon. Műkritikáiban a romantika alapelvei szerint járt el, mely azt hangsúlyozza, hogy a kritikus első számú feladata nem az, hogy egy külső, fölényes álláspontból ítéljen meg egy művet, hanem hogy "belülről" értse meg és jellemezze a műalkotást.

## Fontosabb írásai
- Ion (1803)
- Poetische Werke (1811)
- Bhagavad Gita (1823, latin fordítás)
- Kritische Schriften (1828, kritikai írások)
- Sämtliche Werke (1846–1848)
- Œuvres écrites en français (1846)
- Opuscula Latine scripta (1848)
- Michael Bernays: Zur Entstehungsgeschichte des Schlegelschen Shakespeare (1872, Schlegel Shakespeare fordításainak a kéziratok alapján átdolgozott kiadása)
- Jakob Minor: Schlegel 1801/1804-es berlini előadásai jegyzetek alapján (1884)
- August Wilhelm és Friedrich Schlegel írásaiból találunk válogatást az Oskar Walzel által szerkesztett, Joseph Kürschner szerzősége alatt megjelent Deutsche Nationalliteraturban (1892). Különösen figyelemreméltó Rudolf Haym, Romantische Schule című írása, valamint Franz Muncker cikke az Allgemeine Deutsche Biographie-ban.

### Levelek
- Ludwig Tieck und die Brüder Schlegel. Briefe; szerkesztette: Edgar Lohner (München, 1972)

## Magyarul
- August Wilhelm Schlegel–Friedrich Schlegel: Válogatott esztétikai írások; vál., szerk., tan., jegyz. Zoltai Dénes, ford. Bendl Júlia, Tandori Dezső; Gondolat, Bp., 1980
- A jénai iskola. Novalis (1772–1801), August Wilhelm von Schlegel (1767–1845), Friedrich von Schlegel (1772–1829), Johann Ludwig Tieck (1773–1853) versei; ford. Csengery Kristóf et al.; Interpopulart, Szentendre, 1994 (Populart füzetek)